# BMW 02
BMW 02-серії (оригінальна серія 114) охоплює середньорозмірні автомобілі німецького автовиробника BMW, що виготовлялися з 1966 по 1977 рік. BMW 02-серії це виключно дводверні моделі розроблені на основі моделі BMW 1600, що входила до «Нового класу».
На автомобілі цієї серії встановлювали чотирициліндровій бензинові двигуни (тип M10) з позначеннями 1502, 1600-2, 1602, 1600 ti, 1802, 2002, 2002 ti, 2002 tii та 2002 turbo, перші дві цифри вказували на об'єм двигуна (за винятком моделі 1502, яка має двигун об'ємом 1,6 літра).

## Модифікації

### 1602

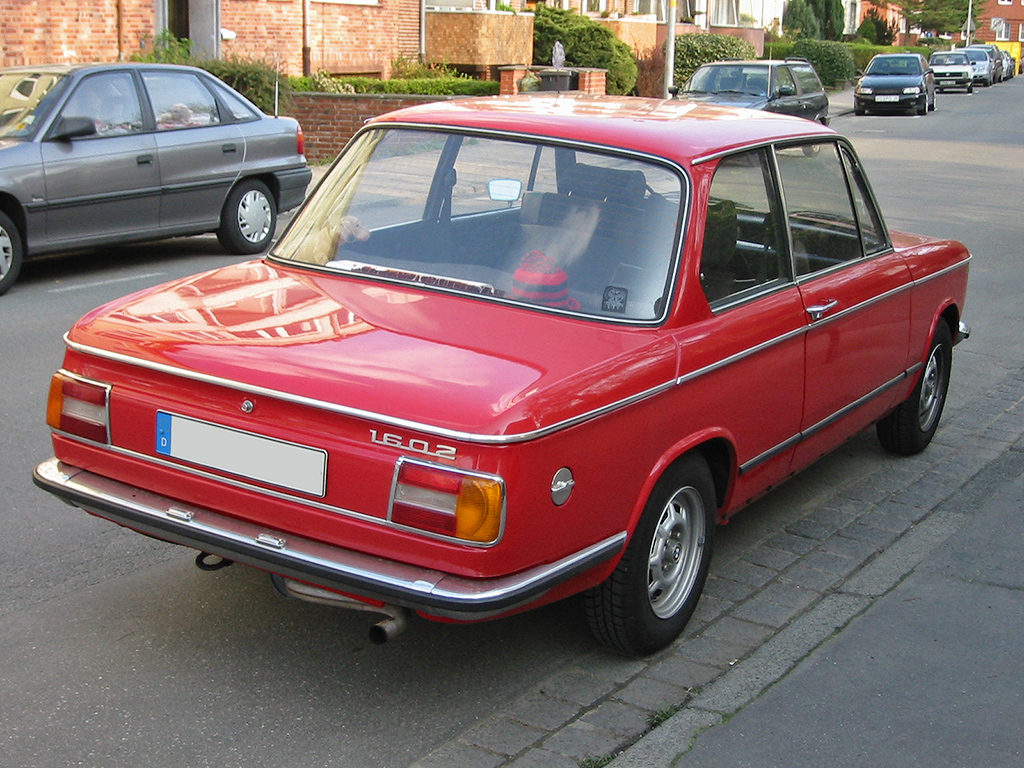
BMW 1602 (1966-1975)

Дводверна версія 1600 з'явилася в 1966 році й випускалася до 1975 року, а в Португалії — до 1978 року. Як уже згадувалося, ця машина мала мало спільного з чотиридверним седаном 1600. Ця машина була розроблена спеціально для американського ринку і була однією з найбільш успішних моделей в сімействі. До 1971 року дана модель мала комерційне позначення 1600-2.

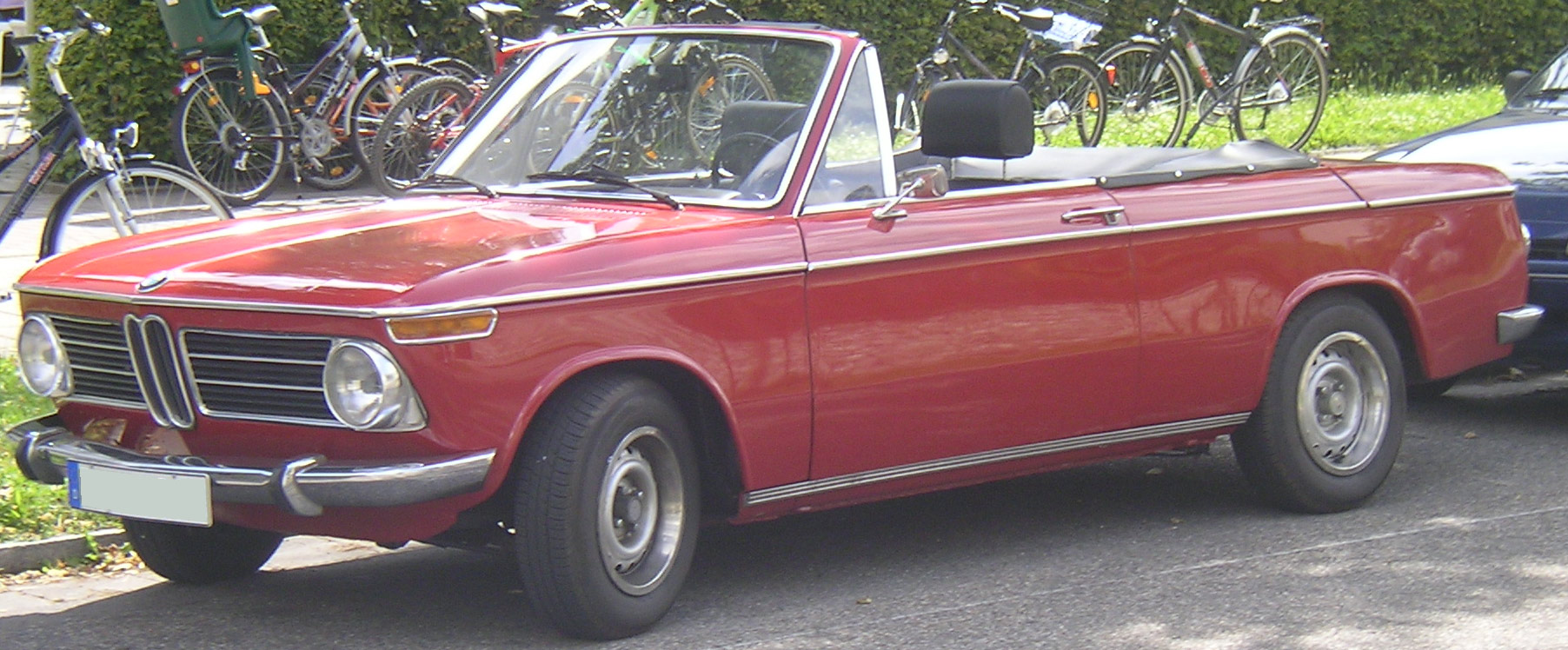
BMW 1600 Cabrio
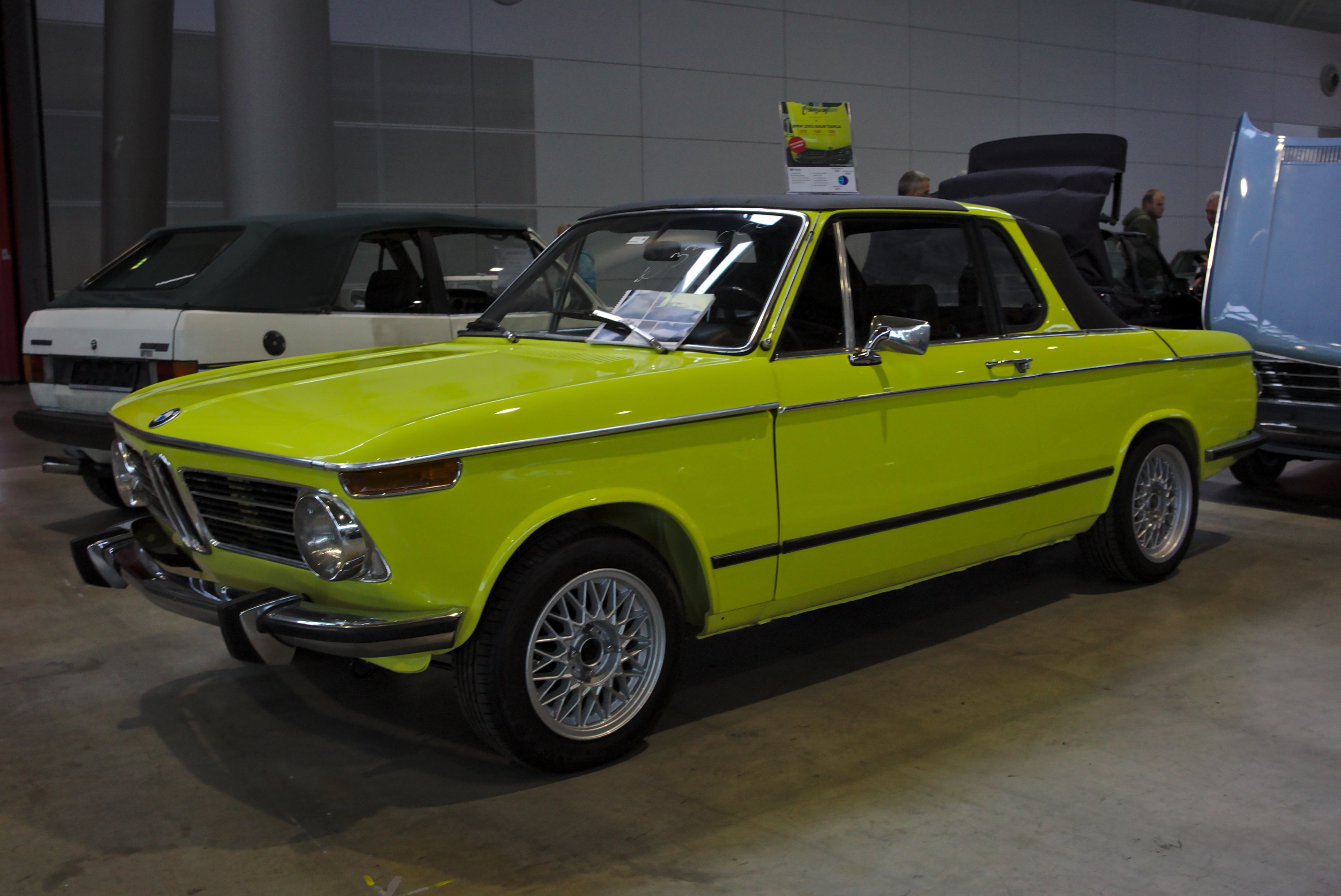
BMW 02 Baur-Targa

### 2002

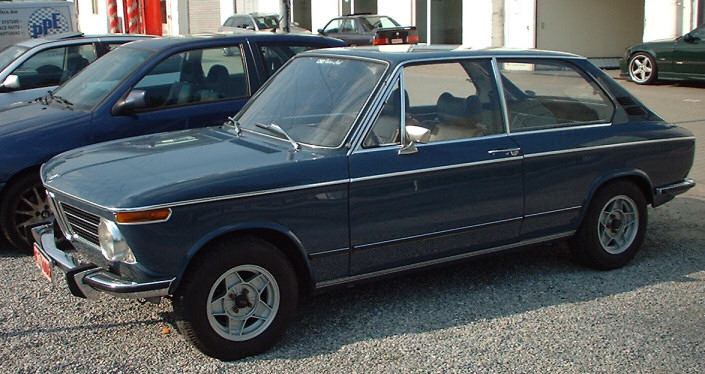
BMW 2002 touring (1971-1973)

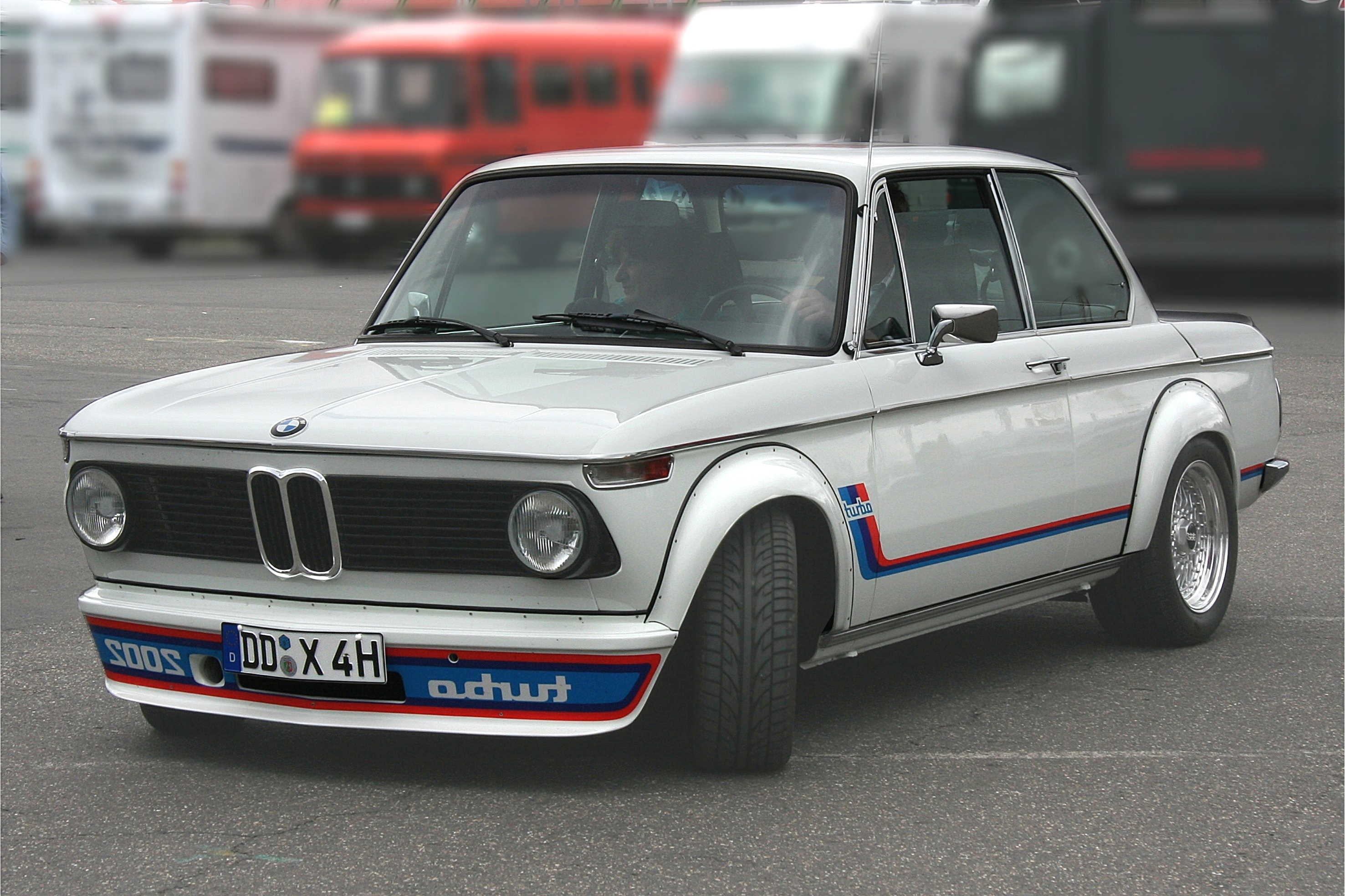
BMW 2002 turbo (1971-1973)

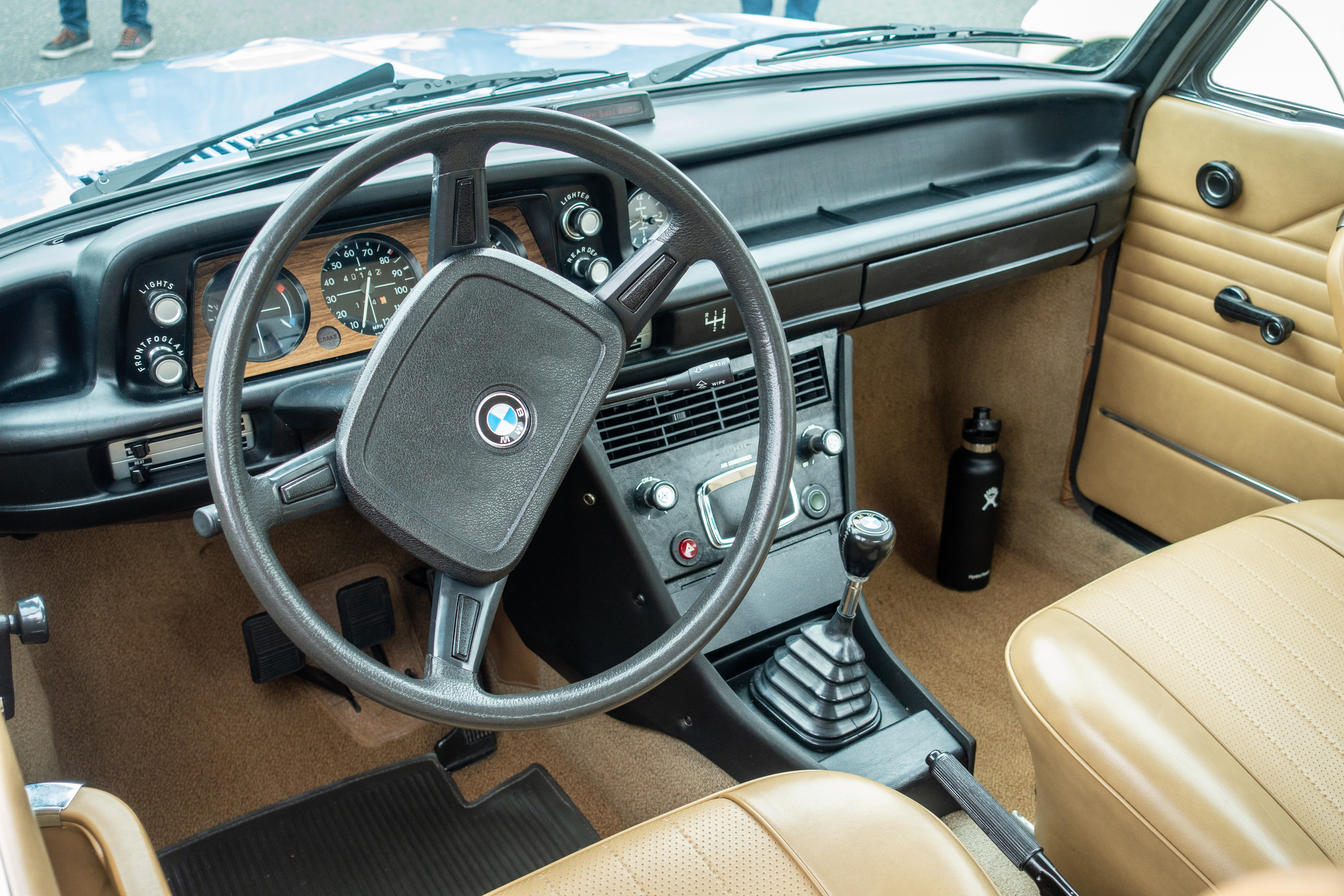

Дводверні автомобілі цієї серії, що випускалися в 1968—1976 рр., Вважаються прямими предками третьої серії BMW. Крім дводверних машин, випускалися і тридверний ліфтбек Touring, який сьогодні назвали б хетчбек. Ательє Baur випускало малою серією і кабріолети на шасі 1602, 1802 і 2002.
Потужність двигуна складала 100 к.с. (2002), 120 к.с. (2000 TI), або 130 к.с. (2002 TIi). У 1973 році був представлений турбований двигун — 2002 Turbo (170 к.с.), але в ті роки турбіни на бензинових двигунах BMW не прижилися.

### 1502 і 1802
Ці автомобілі були «бюджетні» версії BMW 2002. Випускалися вони недовго — з 1975 по 1977 роки й продавалися тільки в Європі.

## Двигуни
4-циліндрові бензинові двигуни сімейства BMW M10:
- 1602, 1502: 1573 см3 75-105 к.с.
- 1802: 1,766 см3 90 к.с.
- 2002: 1,990 см3 100-130 к.с.
- 2002 Turbo 1,990 см3 170 к.с.